# HMS Pegasus (1897)
Pour les autres navires du même nom, voir HMS Pegasus.
Le HMS Pegasus est un croiseur protégé de classe Pelorus (en) de la Royal Navy.

## Histoire
Le Pegasus est achevé en 1898. En 1899, il est stationné au large de la côte sud-est de l'Amérique. Il est envoyé à Chatham le 21 mai 1901 par le commandant Edmund Hyde Smith, pour servir dans la Mediterranean Fleet. En juin 1902, il est à Gibraltar pour une fête de couronnement et en septembre de cette année, il va dans la mer Égée avec d'autres navires de la flotte pour des manœuvres combinées près de Nauplie. Il est ensuite envoté en Australie, en Chine et enfin en Afrique, servant à la station du cap de Bonne-Espérance en 1906.
En 1908, le Pegasus sauve l'équipage du navire français naufragé président Félix Faure, bloqué depuis soixante jours dans les îles des Antipodes.
Le Pegasus fait partie de la station du Cap à la veille du déclenchement de la Première Guerre mondiale. Alors que la probabilité d'une guerre avec l'Allemagne augmente, le commandant de la station du Cap, le contre-amiral Herbert King-Hall, déploie ses navires afin de contrer la menace posée par le croiseur léger allemand Königsberg, basé à Dar es Salam. Le 31 juillet 1914, le Pegasus aperçoit le Königsberg quittant Dar es Salaam, mais est incapable de suivre le croiseur allemand plus rapide. King-Hall reconnaît que le Königsberg surclasse le Pegasus et souhaite que le Pegasus opère avec le croiseur Astraea tandis que son vaisseau amiral Hyacinth opère indépendamment pour protéger les routes commerciales autour du Cap, mais le 12 août, l'Amirauté ordonne au Astraea de rejoindre le HMS Hyacinth au large du Cap pour escorter des convois de troupes, laissant le Pegasus sans soutien à Zanzibar. Le 23 août, le Pegasus navigue vers Bagamoyo, port de l'Afrique orientale allemande, avec l'intention de forcer une trêve afin que le port ne prenne plus part à la guerre. Lorsque les autorités portuaires refusent d'accepter une telle trêve, le Pegasus bombarde la douane du port.

### Naufrage
Le 18 septembre 1914, le Pegasus retourne au port de Zanzibar pour effectuer des réparations sur ses moteurs. Au petit matin du 20 septembre, le Königsberg lance une attaque surprise sur le Pegasus. Les moteurs du Pegasus ont été arrêtés pour permettre les réparations, ils sont frappés d'incapacité dans les huit minutes, et le capitaine, le commandant Ingles, baisse pavillon pour éviter de nouvelles effusions de sang. Le navire coule plus tard dans la journée, il y a 31 morts et 55 blessés. Le navire-hôpital Gascon et le navire écossais Clan Macrae viennent en aide aux survivants. 24 des marins britanniques tués dans la bataille sont enterrés dans une fosse commune dans une partie du cimetière naval de Grave Island, Zanzibar. Les 14 autres sont enterrés dans le cimetière de la ville, mais en 1971 ils sont réinhumés au cimetière de guerre de Dar es Salaam.
Le Pioneer, sister-ship du Pegasus, vient plus tard pour prendre part au blocus du Königsberg dans le delta du Rufiji.
Six des huit canons sont récupérés et deux, nommés "Peggy III" et "Peggy IV", seront utilisés dans la campagne terrestre jusqu'en 1916. Ces canons sont à nouveau en action contre des canons récupérés du Königsberg à nouveau sur terre en 1915. Deux autres restent à Zanzibar, un est monté à bord du bateau à vapeur du lac Winifred et le dernier à Mombasa où il est à ce jour à l'extérieur du musée de Fort Jesus.
L'épave est vendue en 1955 pour 500 £ et démolie pour la ferraille, mais de grandes quantités de débris restent encore sur le fond marin.